# Синдром Аєрзи
Синдром Аєрзи (також — хвороба Аєрзи, англ. Ayerza's syndrome or disease, ісп. síndrome de Ayerza, також відома назва чорне серце, ісп. cardíacos negros; сімейна гіпертензія легеневої артерії, англ. familial pulmonary artery hypertension) — генетичний синдром, що характеризується задишкою, повільним розвитком легеневої недостатності, бронхітом і хронічним ціанозом у зв'язку з поліцитемією.

## Етимологія
Синдром (хвороба) названий на честь аргентинського лікаря Абеля Аерзи (ісп. Abel Ayerza; роки життя 1861—1918), який вперше доповів про нього під час читання лекції у 1901 році. Його студент Франсіско Аррільяга (ісп. Francisco Cirilo Arrilaga Segurola; роки життя 1886—1950) ввів цей термін до медичного вжитку і описав різновид синдрому, який називають за їхніми іменами — Аєрзи-Аррільяги

## Генетичні фактори
Синдром виникає як результат мутацій у гені BMPR2, який знаходиться на короткому плечі хромосоми 2. Цей ген регулює вироблення однойменного білка в тканинах тіла, який залучений у такі біологічні процеси як поліморфізм, альтернативний сплайсинг. Мутація BMPR2 може збільшити швидкість поділу клітин. Це спричиняє надмірне зростання клітин у дрібних бронхіальних артеріях. Це звужує малі артерії в легенях, змушуючи легеневу артерію працювати з напругою. Успадковується по аутосомно-домінантному типу.

## Патогенез
Поліцитемія зазвичай виникає при хронічній легеневій недостатності та склерозі легеневого судинного русла. Ураження серця може розвинутися, як правило, у вигляді дилатації та гіпертрофії правих відділів серця. Спленомегалія, «барабанні палички», застійне збільшення печінки та серцева недостатність пов'язані між собою.

## Класифікація
Синдром Аєрзи входить до класифікаційної групи «Легенева артеріальна гіпертензія», до групи «Спадкова легенева артеріальна гіпертензія (мутація гена BMRP2 та інші)».
Синдром за рівнем легеневої гіпертензії поділяється на 4 функціональні класи (ВООЗ, 1998):
- І ФК — немає значного обмеження звичайної фізичної активності;
- II ФК — помірне зменшення фізичної активності, звичайний рівень фізичної активності зумовлює появу помірно виразних симптомів (задишка, слабкість, біль у грудній клітці, передсинкопе).
- III ФК — значне зниження фізичної активності. Рівень активності менший, ніж звичайний, спричинює появу помірних симптомів.
- IV ФК — задишка та/або слабкість у спокої: симптоми збільшуються при мінімальному навантаженні, нездатність виконувати будь-які фізичні навантаження, можуть бути ознаки правошлуночкової серцевої недостатності.

## Клінічні прояви
Ведучими є симптоми легеневої недостатності: загальна слабкість, стомлюваність, зниження працездатності, задишка переважно інспіраторного характеру. Пізніше задишка поєднується з серцебиттям, болем у ділянці серця, запамороченням. Нападів задухи зі станом ортопное не спостерігається. Можливі синкопальні напади. Звичайна тривалість непритомності 2-5 хвилин, інколи 20-25 хвилин. Вони виникають при фізичному навантаженні і є результатом фіксованого серцевого викиду. Кашель є частим симптомом, можливе кровохаркання. Може бути зміна голосу, який стає сиплим, осілим. Біль у ділянці серця часто нагадує типовий біль при стенокардії, триває від декількох хвилин до годин і доби, нітрогліцерин не допомагає.
Об'єктивно виявляють іноді деформацію кісток грудної клітки, нігті у вигляді «годинникових скелець», пальці у вигляді «барабанних паличок», ціаноз шкіри. Спостерігається пульсація правого шлуночка серця вздовж лівого краю груднини та епігастрії, що визначається пальпаторно. Перкуторно визначається розширення границь серця вправо. Вислуховується над легеневою артерією під час аускультації акцент II тону, «систолічне клацання», протодіастолічний шум Грехема—Стілла. Може бути присутній ритм галопу (III — IV тон) над правим шлуночком.

## Діагностика
Синдром важко діагностувати, оскільки його симптоми часто імітують бронхіальну астму та інші порушення дихання. Діагностичні дослідження для цього стану включають рентгенографію органів грудної клітки, ехокардіографію, катетеризацію правого серця та електрокардіограму (ЕКГ). Встановлюють клінічний клас на основі вивчення функції зовнішнього дихання, вентиляційно-перфузійної сцинтіграфії легень, ангіопульмонографії, загального і біохімічного аналізів крові, натрійдіуретичний гормон (В-типу). Вивчають функціональну здатність хворих: тест з 6-ти хвилинною ходьбою, кардіопульмональний тест (пікове споживання кисню). Ехокардіографія при синдромі Аєрзи показує гіпертрофію і розширення правого шлуночка, парадоксальний рух міжшлуночкової перегородки, розширення правого передсердя. Проводять доплерівське вимірювання швидкості зворотного струму на трікуспідальному клапані та середнього тиску у легеневій артерії для оцінки ступеня легеневої гіпертензії.

## Лікування
Головним напрямком є зменшення легеневої гіпертензії.

### Загальні заходи
Забороняються фізичні навантаження після їди, при несприятливому температурному режимі (спека, холод тощо). При тривалій подорожі в сидячому положенні необхідно робити перерви для нетривалих прогулянок кожні 2 години. Заборонено підйом у гори понад 1000 м над рівнем океану, при авіаперельотах слід проводити додаткову кисневу терапію. Слід проводити профілактику інфекційних респіраторних хвороб шляхом щорічної вакцинації проти грипу, щеплення проти пневмококової, менінгококової інфекції. Жінкам фертильного віку рекомендовані надійні методи контрацепції для запобігання вагітності. Протипоказані бета-блокатори, нітрати, тривале приймання нестероїдних протизапальних засобів.

### Специфічна терапія
- Антагоністи кальцію. Застосовуються ніфедипін (при частоті серцевих скорочень менше ніж 80/хв), дилтіазем (ЧСС більше ніж 80/хв), амлодипін (коли є явища правошлуночкової серцевої недостатності). Терапію потрібно починати в стаціонарі, ретельно підбираючи дозу під контролем артеріального тиску.
- Інгібітори фосфодіестерази 5 типу. Силденафіл застосовується в разових дозах 20-90 мг 2-3 рази на день, поліпшує гемодинаміку та толерантність до фізичних навантажень.
- Простагландини. Ілопрост (аналог простацикліну в інгаляційній формі) застосовується шляхом небулайзерних інгаляцій упродовж 60-120 хвилин 6-9 раз на добу.
- Антагоністи рецепторів ендотеліну (бозентан, амбризентан, месітентан) в Україні станом на 2018 рік не зареєстровані.
- Стимулятори розчинної гуанілатциклази. Ріоцигуат підвищує чутливість розчинної гуанілатциклази до ендогенного окису азоту (NO). Застосовується в таблетках упродовж тривалого часу. Початкова доза становить 1 мг 3 рази на добу упродовж 2 тижнів, потім дозу поступово підвищують до 2,5 мг 3 рази на день.
- Комбінована терапія. Проходять мультицентрові доказові дослідження, що показують перспективність застосування комбінації інгаляційного ілопросту з силденафілом, та інгаляційного ілопросту з ріоцигуатом.

### Підтримувальна терапія
- Антикоагулянти (пероральні, при загостренні — парентеральні). Варфарин призначається у випадках можливості контролю міжнародного нормалізованого відношення (МНВ) (цільовий рівень — 2-3).
- Діуретики для лікування та профілактики застійних явищ: фуросемід 20-120 мг/добу, торасемід 5-10 мг/добу, спіронолактон 25-150 мг/добу — при розвитку хронічної серцевої недостатності вищих функціональних класів.
- Серцеві глікозиди. Внутрішньовенне введення дигоксину супроводжується значним зменшенням рівня норадреналіну крові. Можуть призначатись особливо для зменшення частоти шлуночкового ритму.
- Киснева терапія до досягнення рівня сатурації 90 %.

За наявності ознак прогресування легенево-серцевої недостатності, появи набряків тіла діуретична терапія збільшується.
Лікування пацієнтів призначається та змінюється, при необхідності, лише у спеціалізованих центрах. При виникненні необхідності може надаватись ургентна допомога з направленням пацієнта у спеціалізований центр або заклад, що надає вторинну медичну допомогу.

## Профілактика
Слід виявляти ті фактори, що можуть призводити до підвищення тиску в легеневій артерії. При наявності факторів ризику необхідне направлення пацієнта у заклад, що надає вторинну медичну допомогу, для проведення ЕхоКГ.